# Lappmarksjurisdiktionens domsaga
Lappmarksjurisdiktionens domsaga var en domsaga i Västerbottens län och Norrbottens län. Den bildades 1820 och upplöstes enligt beslut den 29 oktober 1831. Domsagan delades då i två delar: Arjeplogs lappmarks tingslag och Arvidsjaurs lappmarks tingslag överfördes till Västerbottens norra domsaga och Lycksele lappmarks tingslag och Åsele lappmarks tingslag överfördes till Västerbottens södra domsaga.
Under dess existens löd fyra tingslag under domsagan.
Domsagan lydde under Svea hovrätt.

## Tingslag
- Arjeplogs lappmarks tingslag
- Arvidsjaurs lappmarks tingslag
- Lycksele lappmarks tingslag
- Åsele lappmarks tingslag

## Häradshövdingar
| Ämbetstid | Namn                    | Levnadstid |
| --------- | ----------------------- | ---------- |
| 1820-1831 | Carl Fredrik Furtenbach |            |